# Cnemophilidae
Cnemophilidae là một họ chim trong bộ Passeriformes.

## Phân loại học
- Chi Cnemophilus
  - Cnemophilus loriae
  - Cnemophilus macgregorii
- Chi Loboparadisea
  - Loboparadisea sericea